# Corrado Clini
Corrado Clini (né le 17 juillet 1947 à Latina) est un médecin italien, nommé ministre de l'Environnement, de la Protection du territoire et de la Mer dans le gouvernement Monti le 16 novembre 2011, en remplacement de Stefania Prestigiacomo.

## Biographie

### Médecin
Diplômé en médecine et chirurgie à l'université de Parme en 1972, Corrado Clini se spécialise en médecine du travail à l'université de Padoue) en 1975 et en hygiène et santé publique à l'université d'Ancône en 1987. 
De 1978 à 1990, il est directeur sanitaire du service public d'hygiène et de médecine du travail à Porto Marghera (la zone industrielle de Venise). De 1992 à 1998, il est professeur à l'université de Parme dans la faculté de Sciences de l'environnement. De 1991 à 2011, il est directeur général du ministère de l'Environnement. 

### Haut fonctionnaire
De 1991 à 2000, il est directeur général du service de prévention de la pollution atmosphérique et acoustique dans les industries. De 2000 à 2001, il est directeur général de la Protection internationale de l'environnement et du Développement durable depuis 2002. Il est membre du conseil d'administration de l'ENEA de 1993 à 1997 et vice-commissaire de cette agence de 2004 à 2007.